# Korfbal op de Wereldspelen 1989
Korfbal stond op het programma van de Wereldspelen 1989 in Karlsruhe in West-Duitsland. 
Dit was de 2e keer dat korfbal gespeeld werd op de Wereldspelen.

## Deelnemers
- Duitsland (gastland)
- Nederland (titelverdediger)
- België
- Chinees Taipei
- Groot-Brittannië
- Verenigde Staten

## Toernooi
| Datum   | Land             | Score   | Land             |
| ------- | ---------------- | ------- | ---------------- |
| 21 juli | Groot-Brittannië | 6 – 15  | Nederland        |
| 21 juli | Chinees Taipei   | 8 – 18  | België           |
| 21 juli | Duitsland        | 11 – 10 | Verenigde Staten |
| 22 juli | Verenigde Staten | 6 – 16  | België           |
| 22 juli | Duitsland        | 9 – 8   | Groot-Brittannië |
| 22 juli | Chinees Taipei   | 11 – 17 | Nederland        |
| 22 juli | Verenigde Staten | 12 – 13 | Chinees Taipei   |
| 22 juli | België           | 16 – 5  | Groot-Brittannië |
| 22 juli | Nederland        | 23 – 9  | Duitsland        |
| 23 juli | Groot-Brittannië | 8 – 9   | Chinees Taipei   |
| 23 juli | België           | 22 – 6  | Duitsland        |
| 23 juli | Nederland        | 34 – 8  | Verenigde Staten |
| 24 juli | Duitsland        | 4 – 3   | Chinees Taipei   |
| 24 juli | Groot-Brittannië | 11 – 11 | Verenigde Staten |
| 24 juli | Nederland        | 11 – 9  | België           |

## Eindstand
| Plaats | Team             |
| ------ | ---------------- |
| Goud   | Nederland        |
| Zilver | België           |
| Brons  | Duitsland        |
| 4      | Chinees Taipei   |
| 5      | Groot-Brittannië |
| 6      | Verenigde Staten |

| Kampioen van World Games 1989 |
| ----------------------------- |
| Nederland                     |